# Замалек

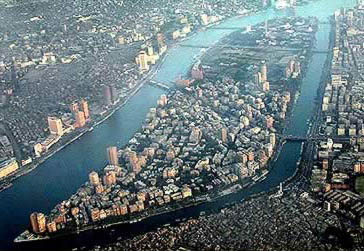
Вид с воздуха на юг, с районами Замалек и Гезира, на острове Гезира, омываемом водами Нила.

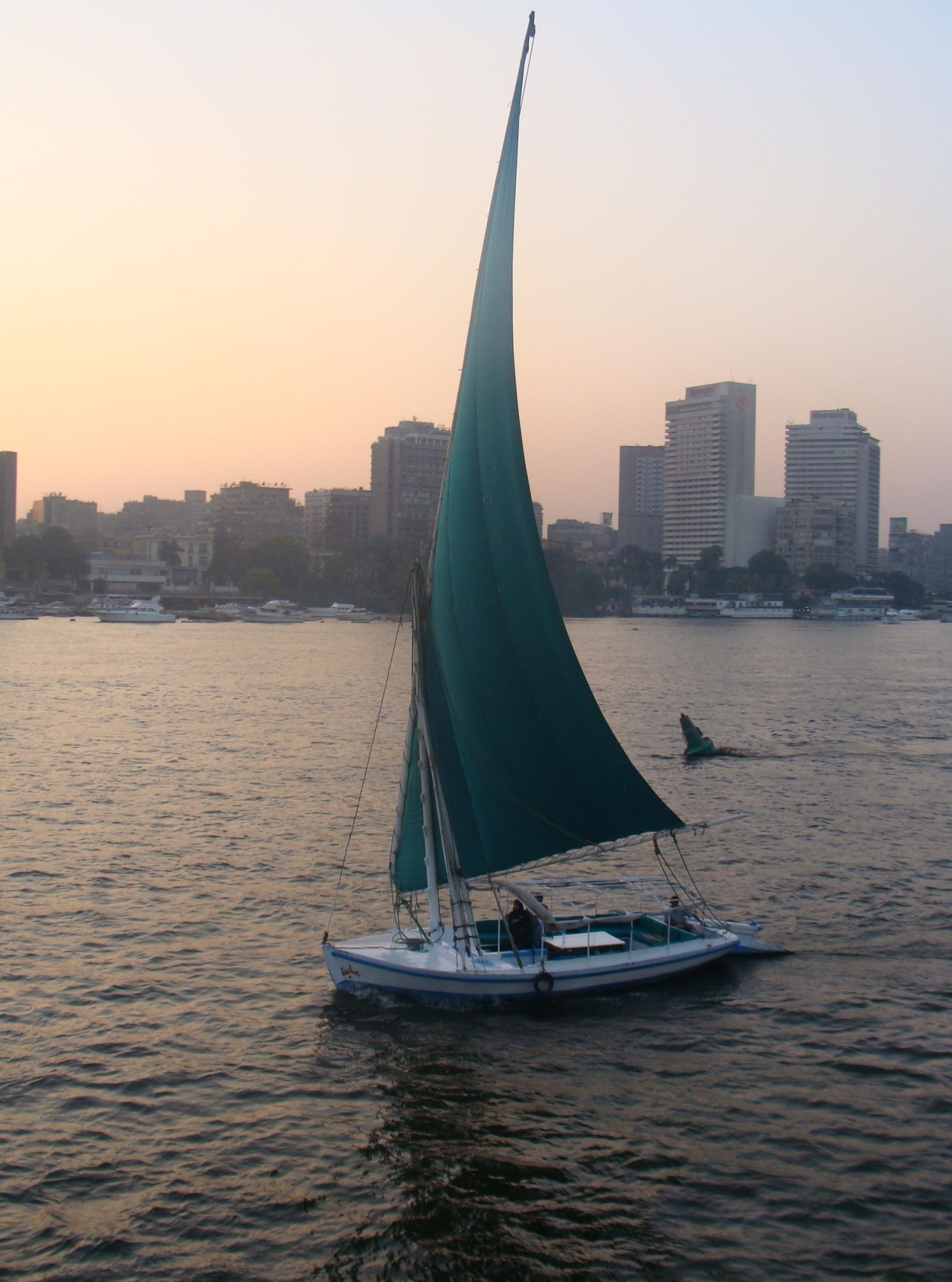
Фелука на Ниле в районе Замалека

Замалек (масри الزمالك) — богатый район западного Каира, охватывающий северную часть острова Гезира на реке Нил. Остров соединён с речными берегами тремя мостами, каждый из которых проходит через восточную и западную стороны острова, включая Каср-эль-Нил и мост 6 октября. Замалек был затронут многочисленными экономическими и политическими переменами, которые привели к увеличению плотности населения и застройки, что вызвало значительное сокращение открытых зелёных зон района. Тем не менее, большой зелёный пояс, проходящий по середине острова и определяющий границы двух районов, сохранился.

## Описание

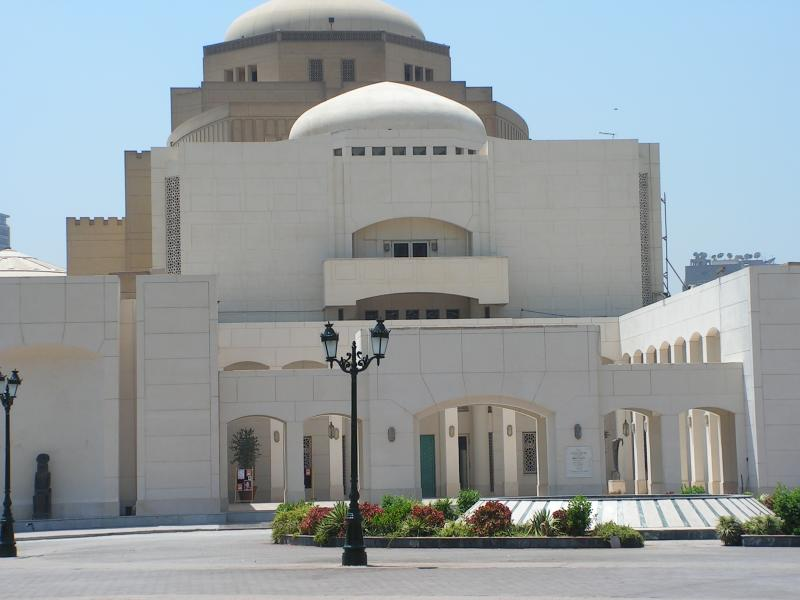
Каирская опера, расположенная на острове Гезира.

Замалек, вместе с Маади, Мохандессином, Гелиополем и Гарден-Сити, является одним из благополучных жилых районов Большого Каира. Многие не египтяне живут в Замалеке. В районе существует множество квартир с нерегулярным обслуживанием, потому что арендодатели редко делают улучшения сдаваемой недвижимости. Также действуют программы по контролю за арендой, позволяющие в нескольких комплексах Замалека селиться египтянам с низким и средним доходом.
Тихие, тенистые улицы, многоквартирные дома и виллы XIX века делают Замалек одним из самых привлекательных районов города и излюбленным местом проживания для многих европейских экспатриантов Каира. В нём также работает множество ресторанов, баров и кафе, включая традиционные ахвасы под открытым небом и европейские капучино-бары. Территория острова Гезира известна и своей культурной активностью: художественными галереями и музеями, в том числе Музеем исламской керамики; и двумя основными музыкальными и сценическими площадками Каира — просторным комплексом Каирской оперы и культурным центром Эль-Сави.
Несколько зданий в Замалеке построены в стиле ар-деко.

## История
При Исмаил-паше остров был известен как «Jardin des Plantes» (сад растений) из-за его большой коллекции экзотических растений, доставленных со всего мира. Французский ландшафтный дизайнер Де Ла Шевалерье разработал ландшафтный план острова, сады и питомники растений. На восточном берегу была построена палатка для посещения острова и наблюдения за его развитием. В 1869 году она была заменена на дворец Гезира, летний особняк, U-образный в плане, спроектированный Юлиусом Францем Пашой и украшенный Карлом фон Дибичем. Дворец был построен и впервые использовался для гостей, посетивших открытие Суэцкого канала в 1869 году. Австрийский император Франц Иосиф I и французская императрица Евгения были одними из знатных гостей дворца. Ныне дворец Гезира является центральной частью отеля Cairo Marriott Hotel, на крыше которого находится театр под открытым небом с видом на Нил.
В Замалеке были построены и другие дворцы, в том числе дворец принца Саида Туссуна, который в настоящее время является филиалом Совета министров Египта, и дворец принца Амра Ибрагима 1924 года, ныне Музей исламской керамики. В 1882 году в южной части острова был образован спортивный клуб «Гезира». Позднее в Замалеке британский капитан Стэнли Флауэр создал водяной сад, известный как Гротто-гарден, с редкой коллекцией африканских рыб.
Множество знаменитых египтян проживают и жили в Замалеке, например,Умм Кульсум.

## Достопримечательности

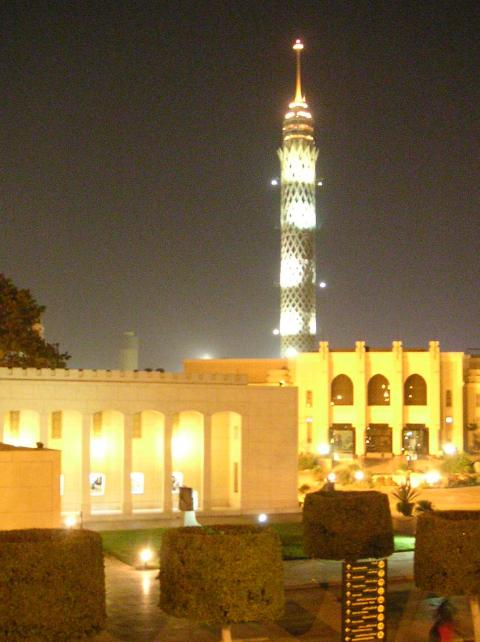
Каирская телебашня и Каирская опера ночью.

- Спортивный клуб Гезира (1882), старейший спортивный клуб в Египте[6].
- Каирская телебашня (1960), высочайшая бетонная конструкция в Египте, расположена рядом со спортивным клубом Гезира[7]
- Каирская опера (1988), построенная рядом с Каирской телебашней[8].
- Культурный центр Эль-Сави (араб. ساقية الصاوى‎), расположенный под мостом 15 мая[9].
- Музей исламской архитектуры[10]
- Факультет изящных искусств (1908)
- Кафедральный собор всех святых